# Seyni Kountché
Seyni Kountché (ur. 1 lipca 1931 w Fandou, zm. 10 listopada 1987 w Paryżu) – wojskowy i polityk nigerski.

## Życiorys
W 1949 wstąpił do francuskiej armii kolonialnej, służąc w Indochinach i Algierii; w 1961 przeniósł się do armii niepodległego Nigru. W latach 1965–1966 studiował w szkole oficerskiej w Paryżu; w latach 1966–1973 był zastępcą szefa, a od 1973 szefem sztabu generalnego sił zbrojnych Nigru.
W 1974 przeprowadził zamach stanu, w wyniku którego został obalony Hamani Diori – prezydent Nigru od czasu uzyskania niepodległości. Stanął na czele nowo utworzonej Najwyższej Rady Wojskowej, rozwiązał parlament, zawiesił konstytucję oraz wprowadził zakaz działalności partii politycznych. Od 1981 stopniowo przywracał administrację cywilną. W 1983 Mamane Oumarou został mianowany pierwszym premierem Nigru.
Zmarł na nowotwór mózgu w szpitalu w Paryżu. Jego następcą został Ali Saibou.

## Pamięć
Na jego cześć nazwany został Stade Général Seyni Kountché w stolicy Nigru – Niamey.